# Малайзийски пилоти от Формула 1
Тази страница представлява списък, който включва всички малайзийски пилоти, които са вземали участие в световния шампионат на Формула 1, както техните резултати и статистики.

## Първият малайзийски пилот участвал във Формула 1
| Година | Дата         | Пилот      | Конструктор     | Голяма награда | Писта |
| ------ | ------------ | ---------- | --------------- | -------------- | ----- |
| 2001   | 16 септември | Алекс Йонг | Минарди-Юръпиън | ГН Италия      | Монца |

## Световни шампиони
- Малайзийски пилот никога не е печелил световната титла.

## Резултати на малайзийските пилоти във Формула 1
- до сезон 2022 включително

| N |          | Участия | Победи | ПП | НБО | Точки | Подиуми |
| 1 | Малайзия | 14      | –      | –  | –   | –     | -       |
| - | -------- | ------- | ------ | -- | --- | ----- | ------- |

| N | Пилот       | Участия | Победи | ПП | НБО | Точки | Подиуми |
| - | ----------- | ------- | ------ | -- | --- | ----- | ------- |
| 1 | Алекс Йоонг | 14      | –      | –  | –   | –     | -       |